# Alepidea jenkinsii
Alepidea jenkinsii là một loài thực vật có hoa trong họ Hoa tán. Loài này được R.Pott mô tả khoa học đầu tiên năm 1914.